# Кряйвите, Раса
 Раса Кряйвите  (лит. Rasa Kreivytė; род. 18 ноября 1967, Каунас) — литовская баскетболистка и тренер, является доктором наук. Неоднократный участник многих международных соревнований в составе сборной Литвы по баскетболу, чемпионка Европы 1997. Награждена Орденом Великого князя Литовского Гядиминаса IV степени и медалью «За заслуги в спорте Литвы».

## Биография

### Игрок
Раса Кряйвите воспитанница каунасской баскетбольной школы, вся её клубная карьера неотрывно связана с командами из Каунаса. Начинала путь с соревнований первой лиги СССР, а закончила играми в высшем дивизионе первенства Литвы, где становилась двукратной победительницей национального чемпионата.
В сборной Литве начала выступать с 1990 года, за это время она провела в национальной команде 110 матчей, набрав свыше 300 очков. 27 ноября 2002 года в матче со сборной Бельгией (квалификация к чемпионату Европы — 2003) Раса последний раз вышла на площадку в майке сборной. Участница двух чемпионатов мира и Европы.

### Тренер
После окончания карьеры игрока Кряйвите стала преподавателем в Литовском спортивном университете (Каунас). Здесь же, она возглавляла при учебном заведении женскую баскетбольную команду, которая играла в элитном дивизионе чемпионата Литвы «ЛМКЛ». Лучшим достижением клуба было 4-е место в сезоне 2005/06. Помимо этого Раса тренировала женскую молодёжную сборную Литвы на трёх чемпионатах Европы: 2005 (Дивизион «Б» — 3-е место), 2008 (8-е м.), 2012 (12-е м.).
С 2013 года Раса Кряйвите является главным тренером молодёжной студенческой команды «ЛСУ-Каунас», которая выступает во втором дивизионе чемпионата Литвы «НМКЛ».

### Научная деятельность
В 2000 году Раса Кряйвите окончила аспирантуру в Литовском спортивном университете, в 2007 году получает степень кандидата наук.
29 июня 2012 года Раса защищает диссертацию по теме: «Различные методы обучения и вспомогательные меры для точности реализации штрафных бросков». Научный совет Литвы присуждает ей степень доктора наук.
Также в 2012 году выходит книга «Подготовительные упражнения для баскетбола» (ISBN 9786098040715), написанная Расой Кряйвите в соавторстве с Антанасом Чижаускасом и Миндагаусом Бальчюнасом.

### Статистика выступлений за сборную Литвы (средний показатель)
| Сборная | Сезон | Место | Чемпионат | Чемпионат | Чемпионат | Чемпионат |
| Сборная | Сезон | Место | Игр       | Очк       | Подб      | Перед     |
| ------- | ----- | ----- | --------- | --------- | --------- | --------- |
| ЧМ      | 1998  | 6     | 9         | 1,1       | 1,2       | 1,1       |
| ЧМ      | 2002  | 11    | 8         | 3,3       | 1,5       | 0,3       |
| ЧЕ      | 1997  | 1     | 8         | 2,9       | 2,1       | 0,8       |
| ЧЕ      | 1999  | 6     | 8         | 3,4       | 1,3       | 0,9       |

## Достижения
- Чемпион Европы: 1997
- Чемпион Литвы: 1994, 1997